# Kamsaogo
Kamsaogo est une localité située dans le département de Kaya de la province du Sanmatenga dans la région Centre-Nord au Burkina Faso.

## Géographie
Kamsaogo est situé au nord du lac de Dem en limite du périmètre du site Ramsar de protection des zones humides. Le village se trouve à 4 km au sud-ouest de Basma et à 21 km au nord-ouest de Kaya, le chef-lieu du département et de la région. Le village est à environ 6 km au nord-est de la route nationale 15 reliant à Kaya à Kongoussi.

## Économie
L'économie de Kamsaogo, essentiellement agro-pastorale, bénéficie de la présence du lac de barrage de Dem pour les cultures maraîchères et vivrières qui sont pratiquées sur le pourtour de la retenue d'eau.

## Éducation et santé
Le centre de soins le plus proche de Kamsaogo est le centre de santé et de promotion sociale (CSPS) de Basma (dans le département voisin de Barsalogho) tandis que le centre hospitalier régional (CHR) se trouve à Kaya.
Kamsaogo possède une école primaire publique.